# Ma’arratat al-Muslimijja
Ma’arratat al-Muslimijja (arab. معراتة المسلمية) – wieś w Syrii, w muhafazie Aleppo. W 2004 roku liczyła 712 mieszkańców.